# Christian Wasserfallen

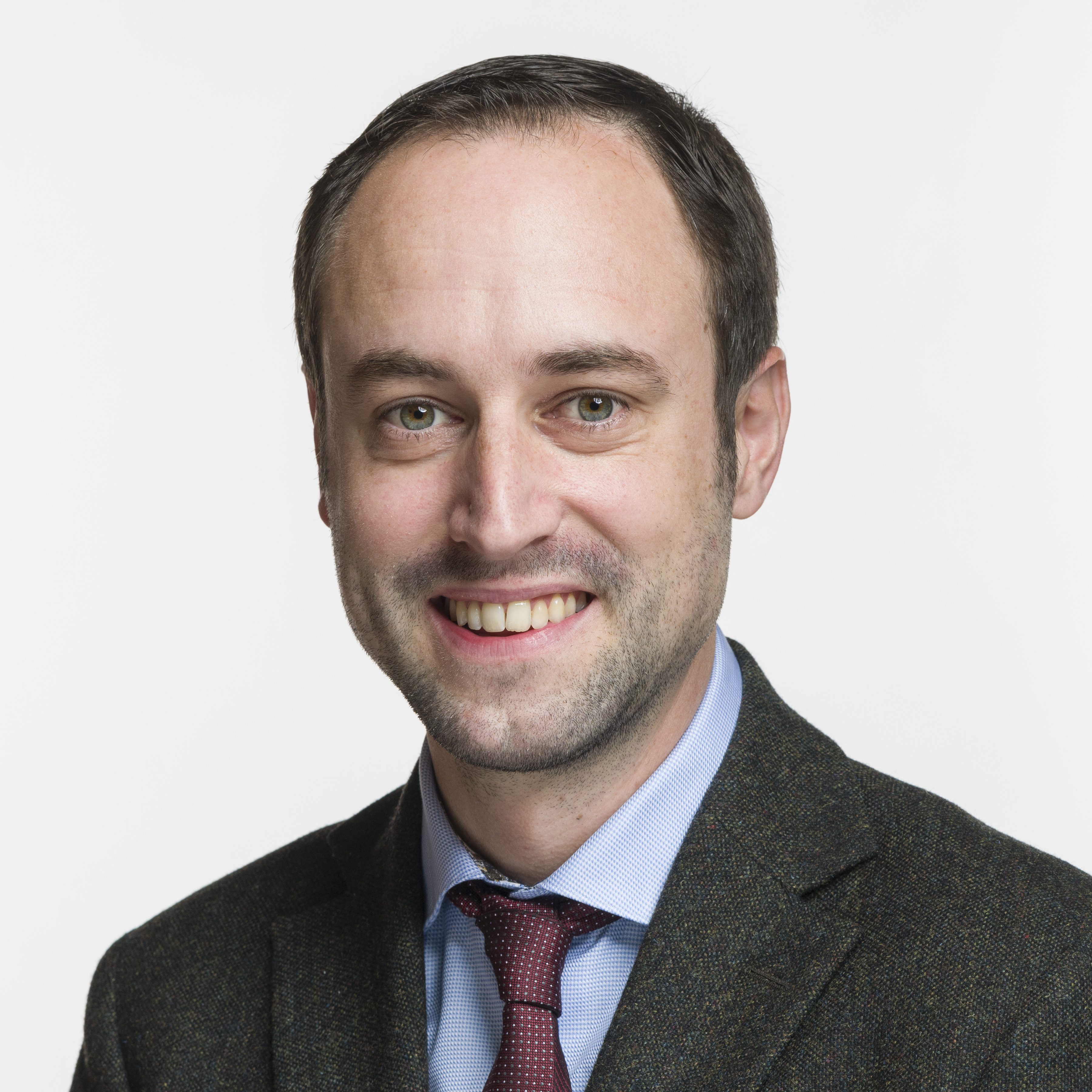
Christian Wasserfallen (2019)

Christian Wasserfallen (* 30. Juni 1981 in Bern; heimatberechtigt in Wileroltigen) ist ein Schweizer Politiker (FDP.Die Liberalen), Nationalrat und Maschineningenieur.

## Leben
Christian Wasserfallen ist ein Sohn des verstorbenen Berner Gemeinderats (Mitglied der Stadtexekutive) und Nationalrats Kurt Wasserfallen. Er begann 2001 ein Physikstudium an der Universität Bern, das er 2002 nach zwei Semestern abbrach. Er studierte anschliessend 2003 bis 2006 Maschinenbau an der Berner Fachhochschule und schloss 2007 als Maschineningenieur FH ab.
Er wohnt in der Stadt Bern.

## Politik
Seine politische Karriere begann im Jahr 2000 als Vorstand und Delegierter der Jungfreisinnigen der Stadt Bern. Von 2002 bis 2005 präsidierte er die Jungfreisinnigen und wurde 2003 in den Stadtrat (Legislative) von Bern gewählt. Seit 2007 ist er im Vorstand der Schweizer Jungfreisinnigen. Bei den Wahlen vom 21. Oktober 2007 wurde er für die FDP in den Nationalrat gewählt und bei den Wahlen von 2011, 2015 und 2019 wiedergewählt. In der grossen Kammer hat er zeitweise Einsitz in der Geschäftsprüfungskommission (GPK), der Kommission für Umwelt, Raumplanung und Energie NR (UREK-NR), der Kommission für Wissenschaft, Bildung und Kultur NR (WBK-NR) und der Kommission für Verkehr und Fernmeldewesen NR (KVF-NR).
Ab dem 21. April 2012 bis Ende 2019 war Wasserfallen Mitglied des fünfköpfigen Vizepräsidiums der FDP.Die Liberalen. Wasserfallen vertritt bürgerliche und klassisch liberale Werte, ursprünglich in der Schweiz als freisinng bezeichnet.

## Mandate
Wasserfallen war Vorstandsmitglied des kernenergiefreundlichen Nuklearforums Schweiz. Von 2011 bis 2021 präsidierte er den Verband der Fachhochschulabsolventen FH Schweiz und präsidiert seit 2019 den Verband Infra Suisse, den er auch im Zentralvorstand des Schweizerischen Baumeisterverbandes vertritt. In der Privatwirtschaft ist er in verschiedenen Verwaltungsräten tätig.
2016 kam es zu einer Auseinandersetzung innerhalb des Automobil Clubs der Schweiz (ACS), in die Wasserfallen involviert war. Ein Teil der ACS-Sektionen wünschten sich Wasserfallen als ihren Präsidenten. Andere Sektionen waren dagegen. Angesichts der Machtkämpfe entschied Wasserfallen, auf das Amt des ACS-Präsidenten zu verzichten.
Wasserfallen war bis 2024 für rund elf Jahre Präsident der Interessensgemeinschaft Berner Luftverkehr (IG Berner Luftverkehr). Zu seinem Nachfolger wurde der Berner Grossrat Christoph Zimmerli gewählt, welcher wie Wasserfallen der FDP Kanton Bern angehört. Im Zentrum der IG steht vor allem der Flughafen Bern-Belp.